# 信州上田教会

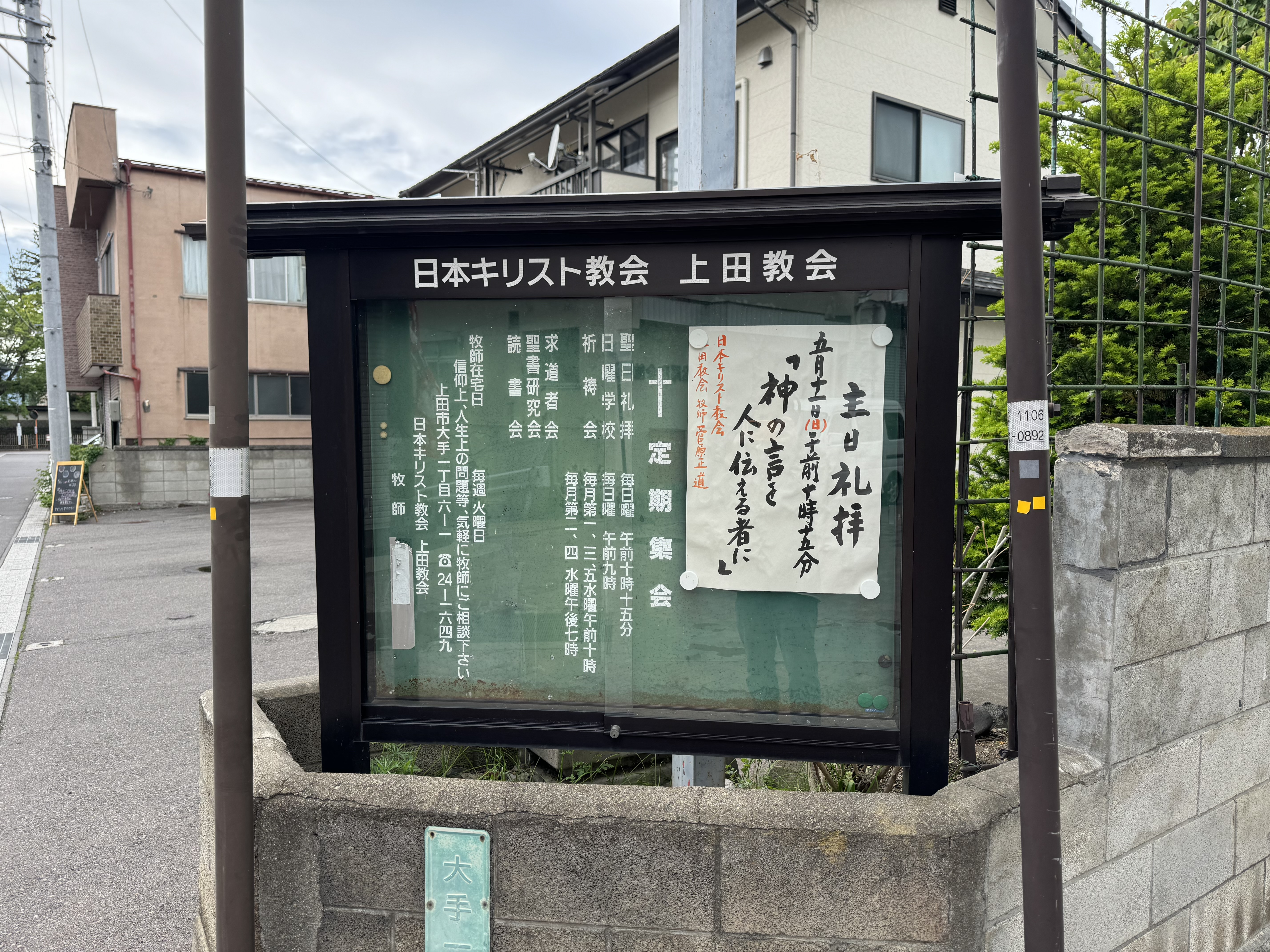
日本キリスト教会上田教会の前看板

信州上田教会（しんしゅううえだきょうかい）は、元日本基督教会の教会で、現在の長野県上田市にある日本キリスト教会上田教会である。最初の頃は、「上田日本基督公会」また「上田基督公会」と呼ばれた。

## 歴史
横浜公会成立の頃、横浜に来ていた信州上田藩士稲垣信は、帰省した鈴木親長と共に安息日の集会を始めて、1875年(明治8年)10月19日に上田禁酒会を組織した。1876年(明治9年)1月30日稲垣は再び横浜のJ・H・バラ宣教師を訪ねて、洗礼を受けた。
1876年8月にJ・C・ミロルによる伝道が行われミロルは修文館とブラウン塾の生徒である元長岡藩士真木重遠を伴い、夫婦で信州上田で一か月の伝道旅行を試みた。その結果、16名が洗礼を受け、同年10月19日にはJ・H・バラ宣教師を招いて19名が洗礼を受けて、すでに受洗していた稲垣信と坂巻淳一郎を加えて信徒37名による上田日本基督公会が設立された。稲垣が長老になる。しかし、稲垣は半年後横浜公会(現・日本キリスト教会横浜海岸教会)に招かれて上田を去る。
1877年(明治10年)に前年の伝道旅行に参加した真木重遠が伝道師として招かれる。真木はすぐに英学校(上田英学校)を開設した。最初の入学者は12名であった。授業は毎日午後3時半から6時半まで3時間行われ、ピーター・パーレー(Peter Parley)の『万国史』などをテキストにしていた。同年10月日本基督一致教会の中会が組織された時、上田教会も8教会の1つとして加わった。
1879年(明治12年)9月に真木重遠は牧師の按手礼を受けるが、1880年10月に在任わずか1年3カ月で辞任する。その後、小林格伝道師が就任、1884年(明治17年)10月に新会堂の献堂式を行う。献堂式の列席者300人で、その時21名が洗礼を受ける。
1885年(明治18年)に小林が長老に就任して、小諸、松本、飯田などへ伝道を進める。
1893年（明治26年）波多野伝四郎牧師、赴任。
1895年（明治28年）6月 波多野伝四郎牧師、金沢教会に転任。

## 特徴
上田教会は地方士族教会の1つである。上田藩の士族を中心に形成された。士族は稲垣信などのように上京者や県庁所在地への転住者が多く、また士族中心の教会なので商工農民との結びつきが弱く、また上田の蚕種業が停滞し不況であったことも重なり教勢が伸びなかった。創立10年後も会員数28名で、創立12年目の1888年(明治21年)5月には自給教会になるが、その後も停滞が続いた。

## 交通アクセス
- 東日本旅客鉄道（JR東日本）/しなの鉄道/上田電鉄/上田交通電鉄
上田駅下車 (お城口/北口）徒歩約７分
- 千曲バス 松尾町 停留所 徒歩約2分
  - 鹿教湯（かけゆ）線
  - 青木線
  - 室賀線
  - 武石線
  - 祢津線